# Cal Ripken Jr. Baseball
A Cal Ripken Jr. Baseball baseball-videójáték, melyet a Beam Software és az ACME Interactive fejlesztett és a Mindscape jelentetett meg 1992 decemberében Sega Genesis és Super Nintendo Entertainment System otthoni videójáték-konzolokra.
A játékot eredetileg Mindscape Baseball címen jelentették be.

## Játékmenet
A játék nem rendelkezik Major League Baseball- és Major League Baseball Players Association-licencel sem, így abban egyetlen MLB-csapat és stadion sem szerepel, s Cal Ripken Jr. az egyetlen valós játékos. A játékban három kitalált stadion kapott helyet, a „Hemphill Field” klasszikus szabadtéri baseballpálya, a „Thomson Dome” modern fedett baseballaréna, illetve a kis mérete miatt rendkívül az ütőjátékosoknak kedvező „Maxwell Field”. A játék sajátossága, hogy Ripkent mindkét csapat becserélheti, illetve az egyik csapatban az összes poszton Ripken játszik.

## Fogadtatás
| Összegzőoldal | Értékelés |
| ------------- | --------- |
| GameRankings  | SNES: 70% |

| Szerző           | Értékelés   |
| ---------------- | ----------- |
| CVG              | SMD: 62/100 |
| GamePro          | SNES: 14/20 |
| Total!           | SNES: 65%   |
| Video Games (DE) | SNES: 59%   |
| Play Time        | SNES: 75%   |
| Super Action     | SNES: 85%   |
| Sega Force       | SMD: 67%    |

PJ Cantrell a Game Players Sega Genesis Guide magazin hasábján dicsérte a játék animációinak részletességét, a kérdéses kimenetelű mozdulatok közeli kameraállását, illetve magát a játék menetét is. Negatívumként az MLB- és MLBPA-licencek hiányát és irányításbeli nehézségeket emelt ki.